# Maria Nikolaïevna Vernadskaïa
 (décembre 2023).
La mise en forme du texte ne suit pas les recommandations de Wikipédia : il faut le « wikifier ».
Les points d'amélioration suivants sont les cas les plus fréquents :
- Les titres sont pré-formatés par le logiciel. Ils ne sont ni en capitales, ni en gras.
- Le texte ne doit pas être écrit en capitales (les noms de famille non plus), ni en gras, ni en italique, ni en « petit »…
- Le gras n'est utilisé que pour surligner le titre de l'article dans l'introduction, une seule fois.
- L'italique est rarement utilisé : mots en langue étrangère, titres d'œuvres, noms de bateaux, etc.
- Les citations ne sont pas en italique mais en corps de texte normal. Elles sont entourées par des guillemets français : « et ».
- Les listes à puces sont à éviter, des paragraphes rédigés étant largement préférés. Les tableaux sont à réserver à la présentation de données structurées (résultats, etc.).
- Les appels de note de bas de page (petits chiffres en exposant, introduits par l'outil «  Source ») sont à placer entre la fin de phrase et le point final[comme ça].
- Les liens internes (vers d'autres articles de Wikipédia) sont à choisir avec parcimonie. Créez des liens vers des articles approfondissant le sujet. Les termes génériques sans rapport avec le sujet sont à éviter, ainsi que les répétitions de liens vers un même terme.
- Les liens externes sont à placer uniquement dans une section « Liens externes », à la fin de l'article. Ces liens sont à choisir avec parcimonie suivant les règles définies. Si un lien sert de source à l'article, son insertion dans le texte est à faire par les notes de bas de page.
- La présentation des références doit suivre les conventions bibliographiques. Il est recommandé d'utiliser les modèles {{Ouvrage}}, {{Chapitre}}, {{Article}}, {{Lien web}} et/ou {{Bibliographie}}. Le mode d'édition visuel peut mettre en forme automatiquement les références.
- Insérer une infobox (cadre d'informations à droite) n'est pas obligatoire pour parachever la mise en page.

Pour une aide détaillée, merci de consulter Aide:Wikification.
Si vous pensez que ces points ont été résolus, vous pouvez retirer ce bandeau et améliorer la mise en forme d'un autre article.
Maria Nikolaïevna Vernadskaïa (née Chigaïeva le 27 décembre 1831 à Saint-Pétersbourg et morte le 12 octobre 1860 à Heidelberg ; dates en calendrier julien), était une publiciste et la première femme économiste en Russie.

## Biographie
Élevée dans une famille aisée à Saint-Pétersbourg, Maria Vernadskaïa a reçu une éducation à la maison par son père. Plusieurs informations concrètes sur sa jeunesse, son éducation et sa formation académique ne sont pas disponibles. Or, il est mentionné plus souvent qu’elle s’est mariée en 1850 avec Ivan Vas. Vernadsky, publiciste et économiste politique, sous l'influence duquel elle a étudié l'économie politique elle-même. Pendant ce temps, sous les réformes libérales d’Alexandre II., les femmes n’avaient pas encore obtenu l’accès aux universités russes.
Responsable de la famille et de l'éducation de son fils unique, Vernadskaïa donnait un exemple du modèle de la « Nouvelle femme », qui était à la fois mère au foyer, épouse, ainsi que travailleuse. En 1857, le couple commence à publier le journal hebdomadaire « L'indice économique ». Dans cette revue, Vernadskaïa a publié anonymement une série d'articles. Il s’agissait du journal principal du courant économique de l'École de Manchester en Russie. Influencé par cette pensée, le couple était en faveur du libre marché, de la liberté de la main-d'œuvre, ainsi que de l'émancipation des serfs afin de relâcher une grande quantité de main-d’œuvre. En tant qu'écrivaine de l'économie politique, elle fut également l’une des premières femmes à prendre publiquement la parole sur la nécessité de l'indépendance économique des femmes. Vernadskaïa faisait partie des intellectuels plutôt radicaux de l’Intelligentsia qui dominaient le discours sur la question des femmes dans la presse russe et qui exigeaient le droit féminin au travail beaucoup plus tôt qu’en Occident.

### Une argumentation économiste et féministe sur le travail féminin
À l’époque du règne d’Alexandre II, des formes du travail féminin existaient en fonction de la conception sociale du travail et du statut social. De plus, dans les classes plus aisées, les femmes étaient constamment au travail, autant pour répondre aux normes de la société que pour la vie familiale. Or, ce travail plutôt associé à la sphère privée n’était pas reconnu comme ayant une valeur aussi importante que le travail salarié, traditionnellement prévu pour les hommes. C’est dans ce contexte sociopolitique du milieu du 19e siècle, aussi touché par les effets de la Guerre de la Crimée, que des débats réformateurs sur l’éducation et le rôle des femmes dans la société russe ont débuté, menés d’abord par certains auteurs masculins. Selon des sources de l’historien Richard Stites, c’est à partir des années 1850 que les premières femmes ont commencé à prendre la parole dans des journaux sur les questions de leur participation à la vie publique ou politique.
Une de ces femmes était Maria Vernadskaïa. C’était dans la revue russe L’indice économique, de laquelle Vernadskaïa fut co-éditrice avec son mari, qu’elle a publié un de ses articles les plus importants sur le statut du travail des femmes. L’article « Travail féminin » a d’abord été publié en 1858, puis republié en 1862 par son mari dans le Recueil des œuvres de feue Maria Nikolaïevna Vernadskaïa, née Chigaïeva.
Globalement, l’argumentation de Vernadskaïa pour le travail libre des femmes s’inscrit dans les courants du libéralisme économique (dont l'École de Manchester comme une influence principale sur la pensée dans L’indice économique) et du féminisme bourgeois de l’époque, en raison de sa provenance sociale de la classe aisée. Dans cet esprit, elle soutient que la spécialisation du travail, le libre-échange et le libre choix de l’emploi (au lieu de l’hérédité des vocations) sont des solutions économiques qui doivent être appliquées aux femmes pour les inclure dans le marché du travail. Selon cette pensée, si les femmes se libèrent et abandonnent leurs rôles exclusifs de mères et épouses au foyer, elles auraient un grand potentiel économique. Vernadskaïa était aussi certaine que les femmes pouvaient exécuter des travaux traditionnellement associés aux hommes.
De même, dans l’article « Travail féminin », Vernadskaïa soulignait qu’il y avait déjà plein d’opportunités d’emplois pour les femmes, mais il faut que les femmes osent faire la formation pour ces métiers. Ainsi, son article appelle les femmes (surtout des classes supérieures) à sortir de leur quotidien conventionnel et à chercher une vocation professionnelle elles-mêmes. Cependant, elle ne propose pas le travail égal dans tous les domaines, mais principalement dans « le commerce, l'usine, l'agriculture, la littérature, la poésie, la science, l'enseignement, la médecine, les arts, le spectacle, le chant, la musique, l'artisanat ».
Relatif à la réussite potentielle des femmes dans ces domaines, cela ne serait pas une question de talent ou de capacités inférieures par rapport aux hommes, mais une question du temps et de l’effort investi dans leur formation, ainsi que de l’attitude des femmes à l’égard du travail. À ce sujet, Vernadskaïa prouve que quelques femmes, notamment dans la noblesse, perçoivent le travail comme une honte sociale, Elle établit aussi un lien avec le manque de prestige de plusieurs professions typiquement féminines comme nounous ou sages-femmes. Or, elle revalorise le travail comme étant honorable pour les deux sexes. En plus, Vernadskaïa refuse d’accepter l’excuse des femmes qui, par exemple, ne veulent pas quitter leurs enfants pour travailler. Selon elle, dans ces cas, « les femmes ne veulent tout simplement pas travailler et, qui plus est, elles ont honte du travail ». Donc, en s'adressant aux femmes des classes aisées, l'auteure transfère la responsabilité pour le manque du travail féminin aux femmes elles-mêmes.
Un autre argument principal de Vernadskaïa est la liaison faite entre le mariage, la dépendance et le travail. Selon elle, si des femmes gagnent leur vie elles-mêmes, moins d’elles se marieront trop hâtivement, ce qui contribue à produire du malheur familial. En plus, celles qui choisissent de rester célibataires ne seraient plus autant vues comme pitoyables et dépendantes de leurs parents. Vernadskaïa démontre clairement que le travail salarié est la clé pour l’indépendance des femmes de leurs maris, voire de la libération du « despotisme des hommes ». Puisque le mari avait toujours la responsabilité de gagner la vie pour sa famille, il pouvait demander l’obéissance de ses dépendantes, ainsi Vernadskaïa mentionne : 
« Une mère est prête à se sacrifier pour ses enfants, à se priver de plaisirs et de paix pour eux, mais elle exige d'eux l'obéissance. C'est exactement ce que les hommes font aux femmes. Mesdames, cessez d'être des enfants, essayez de vous tenir debout, de vivre avec votre esprit, de travailler avec vos mains, d'étudier, de penser et de travailler comme des hommes, et vous serez aussi indépendantes, ou, du moins, moins dépendantes de vos tyrans [...] ».
Dans cette interpellation forte et directe aux femmes - notamment aisées, pour lesquelles le travail n’était pas une nécessité - elles sont ainsi tenues d’entrer dans la sphère publique qui était traditionnellement réservée pour les hommes, un processus qui sera matérialisé beaucoup plus tard. Avec sa vision du travail libre comme accomplissement de soi, Vernadskaïa conclue que « tant que le travail sera méprisé, vous resterez toujours dans un état de subordination, car c'est dans le travail seul que réside la véritable liberté de la femme ».

### Les autres écrits de Vernadskaïa
Au milieu des années 1850, Vernadskaïa publie beaucoup d’autres articles. Ainsi, elle publie dans ces années 25 articles courts, 80 critiques de livres dans des journaux et elle a traduit plusieurs travaux économiques provenant de l’Europe de l’Ouest dans sa langue, le russe, comme l'ouvrage anglais de Jane Marcet, « John Hopkins’s Notions on Political Economy » (Moscou, 1856). Ses travaux sont en majorité publiés dans L’indice économique. Toutefois, les sources fiables ne peuvent pas donner assez d’informations pour reconstruire ses publications en dehors de la revue. En dehors de quelques écrits sous la forme de prose, dans les années suivantes, elle publie majoritairement sur les sujets du travail féminin, du libre choix du travail, du rôle des parents, de la division du travail, de l'éducation, de la théorie de l'économie politique ainsi que sur la critique de la conception aristocratique du travail.

### Une prise en compte des enjeux de genre
Certains de ses travaux étaient présentés sous forme d’histoires courtes avec des histoires de fées et des paraboles en mélangeant fiction et faits. Elle vulgarisait des propos scientifiques afin de rendre les informations accessibles pour faciliter la compréhension et l’intérêt des lectrices. Ainsi, dans ses écrits, elle transmet une vision positive d’un esprit sans genre. Il est possible de constater des inspirations dans ses écrits provenant de l’idéal de la rationalité, de compétence et d’expertise humaine que l’on retrouve durant le siècle des Lumières. Vernadskaïa soutient l’idée de la construction sociale du genre dans l’éducation, la vie publique et le travail. Elle utilise cela pour contredire l’argument répandu que les hommes et les femmes seraient différents en raison de leur destinée naturelle.

### Réception de ses travaux
Le style d’écrit de Vernadskaïa dans son appel pour le travail féminin était caractérisé par d’autres auteurs comme étant intelligent, bien-écrit et distingué par sa sobriété. Cependant, l’argumentaire de Vernadskaïa pour le travail féminin apparaît encore vague et abstrait, dans l’optique d’un futur lointain. Son argumentation libérale est en faveur d’une croissance du travail féminin, car celui-ci coûte moins cher que le travail masculin, en raison du salaire plus bas octroyé aux femmes. Pourtant, comme le note Richard Stites : “In the literature of reform, the worried frown of fear for the collective fate of one's class often can be observed behind the mask of general concern.” Ainsi, Vernadskaïa dans son appel pour un nouvel ordre économique aurait pu exprimer l'inquiétude générale des femmes de l'aristocratie terrienne à l’égard de l'émancipation des serfs qui changerait leur mode de vie. Malgré l’importance de ses travaux, ceux-ci sont très peu cités et rarement reconnus comme étant sérieux dans les recherches historiques. Ainsi, Maria est peu connue dans l'histoire des sciences d'aujourd'hui, et même ignorée.

### Influence de Vernadskaïa sur le mouvement féministe en Russie
À la suite de la défaite de la guerre de Crimée, Vernadskaïa a été témoin du fulgurant débat concernant les aspects sociaux, économiques et politiques. Or, elle ne pourra pas voir les résultats des réformes, notamment la réforme sur l’abolition des serfs (Serfdom) qui sera appliquée en 1861, soit environ une année après sa mort. Avant ces avancées, la Russie se basait sur des modèles d’orthodoxie, d’autocratie et de nationalisme. Cette époque de changements représente un moment historique de modernisation et de sécularisation avec un notable influence sur la question des femmes où les anciennes manières de faire et de penser étaient rejetées. Les arguments de Vernadskaïa quant au travail féminin donnaient une des premières réponses à la question pourquoi il faudrait éduquer les femmes - une question au sein des discussions suivantes autour de l’éducation féminine. Après son décès, l’indépendance économique des femmes à l’aide du travail était devenu un argument principal auprès de l’éducation dans les débats de l'émancipation. À la suite des idées libérales de Vernadskaïa, il y aura de grands changements dans les visions féministes en Russie jusqu’à la révolution bolchevique. Le point commun de ces théories suivantes, c’était que le statut économique des femmes est devenu l'essence de la question des femmes à résoudre avant les questions du mariage et de l’éducation.
En somme, ses écrits combinent la science et les autres questions sociales qui étaient associées avec le processus d’émancipation de la nouvelle classe moyenne en expansion. Elle fait une liaison entre le mariage et l’amour, deux enjeux principaux dans les débats de l'émancipation des femmes à l’époque. En utilisant le rôle sexuel et culturel des femmes comme personnage, elle l’utilise comme une éducatrice morale. Plusieurs experts soutiennent que Vernadskaïa devrait être reconnue comme l’une des principales missionnaires de la modernisation russe dans les années 1860. Vernadskaïa souhaitait que les femmes ne soient plus des victimes impuissantes, mais bien des actrices importantes de ce nouveau système. Elle soutenait également que les hommes devraient se comporter autant moralement que les femmes. Ainsi, les femmes ne seraient plus perçues comme des objets de désir, mais comme des forces de travail primordiales. Or, même si Vernadskaïa était bien connue durant son époque, plusieurs décennies plus tard, elle est un exemple des femmes qui ont été invisibilisées dans les sciences et dans l’histoire, cachées derrière leurs maris, qui plus tard sont devenus célèbres pour les idées auxquelles elles avaient contribué. Même s’il était rare et radical de voir une femme se prononcer sur des enjeux économiques dans les journaux au XIXe siècle, cela n’a jamais empêché Vernadskaïa de parler des enjeux qu’elles trouvaient importants.

## Compléments d’information sur Maria Vernadskaïa
- Pour une liste des autres écrits (de la prose et du journalisme) encore accessibles de Maria Vernadskaïa, voir : « Vernadskaïa, Maria Nikolaevna : Recueil des oeuvres » (Traduction libre de “Lib.Ru/Классика: Вернадская Мария Николаевна: Собрание сочинений”).  Maksim Moshkov, dir., lib.ru. https://web.archive.org/web/20230129190051/http://az.lib.ru/w/wernadskaja_m_n/, actualisé le 26 juillet 2019, consulté le 6 novembre 2023.
- Pour des autres références encyclopédiques sur la biographie de Vernadskaïa, voir : « Вернадская М. Н.: биографическая справка »,   Maksim Moshkov, dir., Internet Archive Way Back Machine, https://web.archive.org/web/20220707163502/http://az.lib.ru/w/wernadskaja_m_n/text_1989_bio.shtml, actualisé le 26 juillet 2019, consulté le 6 novembre 2023.
- Pour l’étude de Galina S. Lapshina, « Maria Nikolayevna Vernadskaïa − Ideologist of Free Labour » (Traduction libre de « Мария Николаевна Вернадская − идеолог свободного труда »), Электронный научный журнал “Медиаскоп”, no. 3, (2014), http://www.mediascope.ru/1593, consulté le 6 novembre 2023.

### Source primaire
- VERNADSKAYA, Maria Nikolayevna. « Travail féminin » (Traduction libre de “Женский труд”). Ivan V. VERNADSKY, dir. Recueil des oeuvres de feue Maria Nikolaevna Vernadskaïa, née Shigaeva (Traduction libre de “СОБРАНІЕ СОЧИНЕНІЙ ПОКОЙНОЙ МАРІИ НИКОЛАЕВНЫ ВЕРНАДСКОЙ, урожд. Шигаевой”). St. Pétersbourg, 1862. https://web.archive.org/web/20230227105055/http://az.lib.ru/w/wernadskaja_m_n/text_1858_02_zhensky_trud_oldorfo.shtml, consulté le 26 octobre 2023.

### Sources secondaires
- A. NYE, Robert. « Masculinity, Autocracy, and the Russian University, 1804–1863 ». Michelle LAMARCHE MARRESE, dir. A Woman's Kingdom: Noblewomen and the Control of Property in Russia, 1700–1861. Gender & History, 18, no 1, (2006), p. 176–178. https://onlinelibrary-wiley-com.acces.bibl.ulaval.ca/doi/epdf/10.1111/j.1468-0424.2006.00421_9.x, consulté le 27 octobre 2023.

- Balandin, Р. K. « Écrivains russes : 1800-1917 », Dictionnaire biographique, vol. 1, Encyclopédie soviétique  (Traduction libre de « Русские писатели : 1800-1917 », Биографический словарь, Том 1. М., Советская энциклопедия), Internet Archive Way Back Machine, (1989), s. p., https://web.archive.org/web/20220707163502/http://az.lib.ru/w/wernadskaja_m_n/text_1989_bio.shtml, acutalisé le 26 juillet 2019, consulté le 6 novembre 2023.

- BEREST, Julia. « The Reception of J.S. Mill’s Feminist Thought in Imperial Russia ». Russian History. 43, no. 2 (2016), p. 101-141. https://www.jstor.org/stable/26549521?seq=1, consulté le 25 octobre 2023.

- Couverture de l’hebdomadaire L'indice économique (en russe : « Экономический указатель ») duquel Maria Vernadskaïa fut co-éditrice, l’édition n° 1 du Janvier 1857 (tiré de « Gallery of Maria Nikolaevna Vernadskaïa », Prabook, https://prabook.com/web/mobile/#!profile/3775045#gallery (s. d., consulté le 8 novembre 2023).

- Dessin de Maria Nikolaevna Vernadskaïa, s. a., s. d. (tiré de « Вернадская Мария Николаевна : Информация об авторе », Internet Archive Way Back Machine, https://web.archive.org/web/20220707160528/http://az.lib.ru/w/wernadskaja_m_n/about.shtml, actualisé le 1 juillet 2020, consulté le 6 novembre 2023.

- PATYK, Lynn. « Dressed to kill and die: russian revolutionary terrorism, gender, and dress ». Jahrbücher Für Geschichte Osteuropas, 58, no 2, (2010), p. 192-209. https://ulaval.on.worldcat.org/search/detail/9973038199?queryString=Dressed%20to%20Kill%20and%20Die%3A%20Russian%20Revolutionary%20Terrorism%2C%20Gender%2C%20and%20Dress, consulté le 25 octobre 2023.

- ROSENHOLM, Arja. « Maria Vernadskaïa: Missionary of ‘Scientific Femininity’». Linda EDMONDSON, dir. Gender in Russian History and Culture. New-York, Palgrave Macmillan, 2001, p. 73-92.

- STITES, Richard. The Women Liberation Movement in Russia : feminism, nihilism and bolshevism, 1860-1930. Princeton (New Jersey), Princeton University Press, 1978.

- « Vernadskaïa, Maria Nikolaïevna » (Traduction libre de “Вернадская, Марья Николаевна”).  I. E. ANDREYEVSKY, dir. Encyclopédie Brockhaus-Efron. St. Petersburg, Tome VI, 1892, p. 38. https://ru.wikisource.org/wiki/%D0%AD%D0%A1%D0%91%D0%95/%D0%92%D0%B5%D1%80%D0%BD%D0%B0%D0%B4%D1%81%D0%BA%D0%B0%D1%8F,_%D0%9C%D0%B0%D1%80%D1%8C%D1%8F_%D0%9D%D0%B8%D0%BA%D0%BE%D0%BB%D0%B0%D0%B5%D0%B2%D0%BD%D0%B0, consulté le 26 octobre 2023.

- « Vernadskaïa, Maria Nikolaevna : Recueil des oeuvres » (Traduction libre de “Lib.Ru/Классика: Вернадская Мария Николаевна: Собрание сочинений”).  Maksim Moshkov, dir., Internet Archive Way Back Machine, https://web.archive.org/web/20230129190051/http://az.lib.ru/w/wernadskaja_m_n/, actualisé le 26 juillet 2019, consulté le 6 novembre 2023.

- YINGBIN, Guo. « Karolina Pavlova and the Development of Prose Fiction by Russian Women Writers in the First HaIf of the Nineteenth Century ». Thèse de maîtrise, Winnipeg, Université du Manitoba, 1990, 190 p. https://mspace.lib.umanitoba.ca/server/api/core/bitstreams/a15d9633-2a46-43b5-95e9-ffd47f28c64c/content, consulté le 25 octobre 2023.